# Kutná Hora
Kutná Hora (tyska: Kuttenberg) är en stad i Tjeckien. Den ligger 70 km öster om Prag, är med på Unescos världsarvslista för sin arkitektur. Den är även känd för Benhuset i Sedlec där stora delar av inredningen är gjord av skelett från människor. Befolkningen uppgick till 20 341 invånare i början av 2016.

## Historia
Från 1200-talet till 1700-talet var Kutná Hora centrum för en blomstrande silvergruvsindustri. Staden är känd för sina gamla medeltida byggnader, särskilt från slutet av medeltiden då Kutná Hora ofta var säte för de böhmiska kungarna. Förutom det nuvarande rådhuset, som tidigare var mynthus och residens och som har ett vackert gotiskt kapell märks Barbarakyrkan, belägen på en bergsplatå, liksom Jakobskyrkan. Ett brunnshus i staden härstammar från 1497.